# Bílý kůň
Bílý kůň je slangově označovaná osoba, která je nastrčená k páchání trestné činnosti, aby zakryla skutečného pachatele nebo osobu, která má z této činnosti prospěch. Bílý kůň pak v daném případě figuruje jako pachatel i poškozený. K roli bílého koně bývá osoba často donucena vydíráním, může se ale také jednat o naivní nebo nevzdělanou osobu, která ani nemusí tušit, že se dopouští trestné činnosti. Zvláštním případem bílého koně jsou osoby, u nichž se předpokládá, že vzhledem k jejich věku nebo duševnímu stavu bude soud jejich jednání posuzovat velmi mírně nebo od potrestání upustí. V některých případech bývají bílí koně nakonec zlikvidováni, aby se snížilo riziko prozrazení.
Pojem má původ mezi olašskými Romy, kteří jako „bílé koně“ označovali nastrčené neromské, tj. „bílé“ osoby.[zdroj?]
Mezi nejznámější formy využívání bílých koní patří jejich registrace jako podnikatelů a následné odebírání zboží bez úmyslu toto zboží zaplatit. Tento postup byl v České republice využíván zejména v první polovině 90. let 20. století, kdy v euforii po pádu socialismu a umožnění svobodného podnikání mnoho podnikatelů nebylo dostatečně opatrných a stali se snadnou obětí této trestné činnosti.
K dalším typům trestné činnosti, při které se bílí koně využívají, patří např. obcházení daňových zákonů, praní špinavých peněz, podvody, zneužívání dotací, nasazení do statutárních orgánů firem v rámci tunelování nebo oddlužování apod. Mediálně nepříliš známé jsou případy porušování autorských práv, kdy pachatelé inzerují prodej nelegálních kopií počítačových programů jménem svých prarodičů či jiných starých příbuzných nebo známých, a jejich jménem je i rozesílají a přijímají peníze. Spoléhají přitom na to, že bude snadné soud přesvědčit, že daná osoba nemá dostatečné znalosti ani technické vybavení na to, aby mohla trestný čin porušování autorských práv páchat. K takovému postupu navádí i poučení, což je sada textů obsahující návody, jak distribuovat nelegální kopie počítačových programů a přitom minimalizovat riziko postihu za porušování autorských práv.

## Související článek
- Černý kůň